# Danh Gian

Vị trí tại Nam Đầu

Danh Gian (tiếng Trung: 名間鄉; bính âm: Míng jiān Xiāng) là một hương (xã) của huyện Nam Đầu, tỉnh Đài Loan, Trung Hoa Dân Quốc (Đài Loan). Hương có địa hình đồi núi và kinh tế dựa trên lĩnh vực nông nghiệp. Tổng diện tích của Danh Gian là 83,0955 km², dân số vào tháng 8 năm 2011 là 41.014 người thuộc 12.193 hộ gia đình, mật độ cư trú đạt 493,6 người/km².